# Foresta di Marganai
La foresta demaniale di Marganai si estende per una superficie complessiva di 3.650 ettari nella provincia del Sulcis Iglesiente e ricade nei comuni di Domusnovas, Fluminimaggiore e Iglesias.
Fa parte del progetto del Parco naturale di Monte Linas, Marganai-Oridda, Montimannu.

## Vegetazione
La vegetazione mostra i segni dell'indiscriminata azione antropica dovuta ad incendi e pascoli. Gran parte del territorio collinare e submontano è coperto dalla lecceta interrotta in vari punti da zone di rimboschimento, attività iniziata dal 1914, dove si è fatto uso principalmente di conifere del genere Pinus.
Dal punto di vista "Zone fitoclimatiche | fitoclimatico" la vegetazione è classificabile come  Lauretum del 3º tipo senza siccità estiva con sottozona calda e fredda. Le associazioni vegetali presenti nel territorio sono riconducibili al Viburno-Quecetum ilicis, formazione mesofile accompagnate da sporadica presenza di corbezzolo e zone in cui è presente una netta prevalenza di sclerofille termoxerofile dell'orizzonte inferiore. Il sottobosco è popolato soprattutto da elementi della macchia a Olea europaea|oleastro Olea europaea var. sylvestris e lentischio|lentisco.

## Suolo
Gran parte delle formazioni sedimentarie si sono originate nell'era Paleozoica e Mesozoica, dando vita a substrati calcarei dove sono presenti dolomie e calcari dolomitici.
L'aspetto morfologico presenta zone irregolari dove in alcuni tratti affiora la roccia in cime aspre intervallate da valli più o meno profondi di natura sabbiosa e argillosa.

## Clima
L'estate è caratterizzata da una stagione secca con precipitazioni poco abbondanti, mentre le piogge trovano un picco massimo durante le stagioni fredde (autunno-inverno).